# Diego Abatantuono
Diego Abatantuono (n. 20 mai 1955, Milano) este un scenarist, actor de film și de teatru italian.

## Filmografie
- Liberi armati pericolosi (1976)
- Saxofone (1978)
- Prestami tua moglie (1980)
- Arrivano i gatti (1980)
- Il pap'occhio (1980)
- Una vacanza bestiale (1980)
- Fantozzi contro tutti (1980)
- Fico d'India (1980)
- I fichissimi (1981)
- Il tango della gelosia (1981)
- I carabbinieri (1981)
- Viuuulentemente mia (1982)
- Sballato, gasato, completamente fuso (1982)
- Biancaneve & Co. (1982)
- Eccezzziunale... veramente (1982)
- Scusa se è poco (1982)
- Grand Hotel Excelsior (1982)
- Attila flagello di Dio (1982)
- Arrivano i miei (1982)
- Il Ras del quartiere (1983)
- Regalo di natale (1986)
- Un ragazzo di Calabria (1987)
- Ultimo minuto (1987)
- Strana la vita (1987)
- Kamikazen (ultima notte a Milano) (1987)
- I cammelli (1988)
- Marrakech Express (1989)
- Turné (1989)
- Vacanze di Natale 90 (1990)
- Mediterraneo (1991)
- Puerto Escondido (1992)
- Nel continente nero (1992)
- Arriva la bufera (1992)
- Per amore, solo per amore (1993)
- Il toro (1994)
- Viva San Isidro! (1995)
- Camerieri (1995)
- Il barbiere di Rio (1996)
- Nirvana (1997)
- Figli di Annibale (1998)
- Paparazzi (1998)
- Matrimoni (1998)
- Il testimone dello sposo (1998)
- Metronotte (2000)
- Concorrenza sleale (2000)
- Mari del sud (2000)
- Amnèsia (2001)
- Momo alla conquista del tempo (2001)
- La rivincita di Natale (2003)
- Io non ho paura (2003)
- Eccezzziunale... veramente - Capitolo secondo... me (2006)
- Cena per farli conoscere, La (2007)
- L'abbuffata (2007)
- I mostri oggi (2009)
- Gli amici del bar Margherita (2009)

## Scenarii
- Eccezzziunale... veramente (1982)
- Il Ras del quartiere (1983)
- Puerto escondido (1992)
- In barca a vela contromano (1997)
- Figli di Annibale (1998)